# Кара-Агачская волость
Кара-Агачская волость — киргизская (киргизами именовали казахов) кочевая волость в Акмолинском уезде Акмолинской области. Основана в 1869 году. В общем владении 474200 десятин степей. Скота крупного и мелкого до 40 тысяч голов, в том числе 11608 лошадей.

## Население
Население волости — 7948 жителей, насчитывалось 1340 кибиток, объединённых в 6 административных (т.е. не имеющих постоянного места) аулов.

## Территория

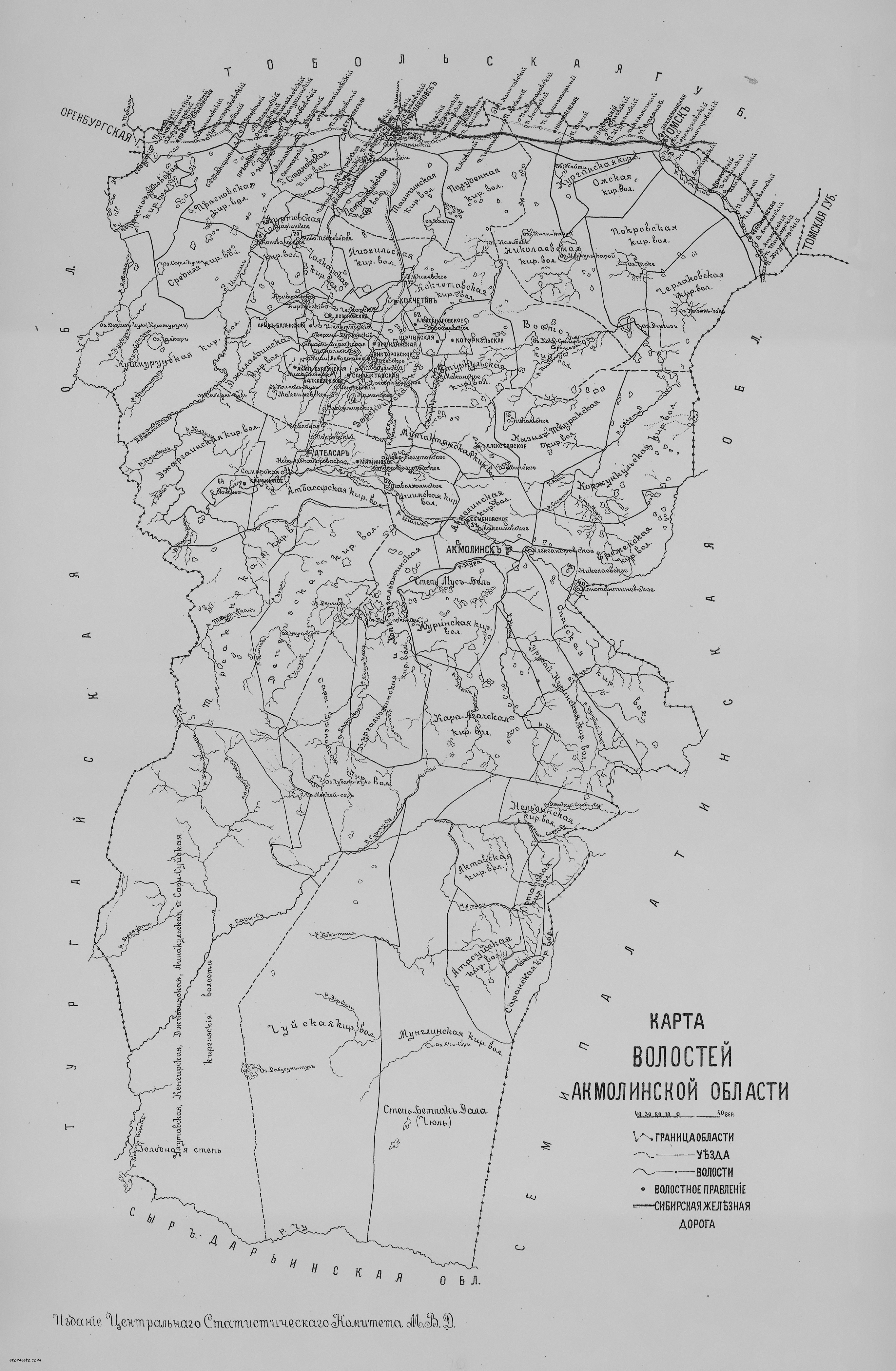
Карта волостей Акмолинской области 1893 года

Волость располагалась в центральной части Акмолинской области, граничила на севере с Нуринской, на востоке с Чурубай-Нуринской, на юге с Нельдинской, Актавской и Мунглинской киргизскими волостями. 
По состоянию на 2020 год основная часть этой территории относится к Жанааркинскому району Карагандинской области.